# Allmenningen
Allmenningen – wieś w zachodniej Norwegii, w okręgu Sogn og Fjordane, w gminie Vågsøy. Miejscowość leży na północnym wybrzeżu fiordu Nordfjord, przy norweskiej drodze krajowej nr 15. Allmenningen znajduje się 6 km na wschód od miejscowości Tennebø oraz około 9 km na wschód od centrum administracyjnego gminy Måløy. 
W 2001 roku wieś liczyła 158 mieszkańców.
Miejscowość jest wymieniona w źródłach historycznych pochodzących z XVII wieku.